# Чихольд, Ян
Ян Чи́хольд (нем. Jan Tschichold, 2 апреля 1902, Лейпциг, Германия — 11 августа 1974, Локарно, Швейцария) — типограф, дизайнер, преподаватель и писатель.

## Биография
Ян Чихольд родился в Лейпциге, в семье художника, рисовальщика вывесок. У отца он получил первые навыки каллиграфии. Ремесленническое прошлое и занятия каллиграфией отличали Чихольда от других известных типографов его времени, которые, как правило, учились архитектуре или изящным искусствам. Возможно, по тем же причинам Чихольд никогда не работал с ручной бумагой и шрифтами, сделанными на заказ, предпочитая выбирать из коммерческого ассортимента.
В 1919 году Чихольд поступил в лейпцигскую Академию книжного дела и графики. В 1922—1925 там же преподавал каллиграфию в вечерних классах. В 1925 году выходит в свет его брошюра «Основы типографики» («Elementare Typographie»), которая вместе с книгой «Новая типографика» («Die Neue Typographie») совершила переворот в концепции книжного дизайна.
С 1926 года он преподаёт каллиграфию и стилистику набора в Мюнхене, в Школе мастеров немецкого книгопечатания, куда его пригласил другой типограф, Пауль Реннер. Их обоих, Чихольда и Реннера, объявили впоследствии «культурными большевиками». Через десять дней после того, как нацисты в марте 1933 года пришли к власти, Чихольд и его жена были арестованы. В их квартире были обнаружены советские плакаты, что дало повод подозревать семью Чихольдов в сотрудничестве с коммунистами. Все экземпляры книг Чихольда были изъяты гестапо «в целях защиты немецкого народа». Только спустя шесть недель полицейский каким-то образом достал для Чихольдов билеты в Швейцарию. В августе 1933 года Ян Чихольд покинул нацистскую Германию. Всю оставшуюся жизнь провёл он в Швейцарии, совершая лишь краткие поездки в Англию: в 1937—1938 гг. по приглашению ежегодника «Пенроуз» (Penrose Annual), в 1947—1949 гг. по приглашению Руари Маклина, британского типографа, вместе с которым Чихольд разрабатывал оформление книг в издательстве «Penguin Books».
Ян Чихольд умер в больнице города Локарно в 1974 году.
Он написал более пятидесяти книг, посвящённых шрифту и его истории, типографскому искусству и китайской графике. В 1965 году Ян Чихольд был возведён в ранг Почётного королевского дизайнера.

## Творчество

### Общая характеристика
Чихольд — один из создателей концепции Интернационального типографического стиля, который обозначил принципы модернизма в современной графике. Система, предложенная Чихольдом, находит свои параллели в архитектурной системе Интернационального стиля и может быть рассмотрена как основа Швейцарского стиля или Швейцарской школы дизайна.

### Дизайн книги

Канон Ван де Граафа, по которому строится книжная полоса. Чихольд выступал за его использование в своем позднем сборнике «Облик книги»

Посетив в 1923 году первую Веймарскую выставку Баухауса, Чихольд увлекается модернизмом. Он становится главным сторонником нового стиля в типографике: сперва (в 1925 году) выступая на страницах влиятельного журнала, в 1927 году проходит его собственная выставка, а затем выходит в свет знаменитая «Новая типографика». Эта книга стала настоящим модернистским манифестом. Чихольд выступил в «Новой типографике» против всех старых шрифтов, предпочитая рубленые, поддержал асимметричный набор (в пику старому симметричному) и стандартизированные форматы печатных изданий. Первым дал ясные объяснения относительно того, как с помощью кеглей и насыщенности шрифтов быстро и просто передавать информацию. В книге содержались практические советы и многочисленные образцы модернистской типографики, которые оказали глубочайшее влияние на печатников по всей Германии. Хотя Чихольд несколько раз посещал Англию перед Второй мировой войной, только несколько его статей были к 1945 году переведены на английский язык.
Несмотря на то, что «Новая типографика» и сейчас остается классической работой, сам Чихольд постепенно отказывался от своих жестких модернистских взглядов. В 1931 году он выпустил лиричный и нежный шрифт Saskia. В 1932 году Чихольд начинает набирать основной текст книг классическими шрифтами с засечками. Постепенно он склоняется к классическому стилю в типографике. Впоследствии Чихольд осудил свою «Новую типографику» как чересчур максималистскую. Модернизм (видимо, его ранний, авангардный период) Чихольд оценивал как авторитарный, по сути фашистский стиль.
В 1947—1949 гг. Чихольд жил в Англии, разрабатывая новое оформление для издательства «Пингвин-букс». Чихольд стандартизировал правила типографики для книг издательства, разработал новые серийные обложки.

### Шрифты

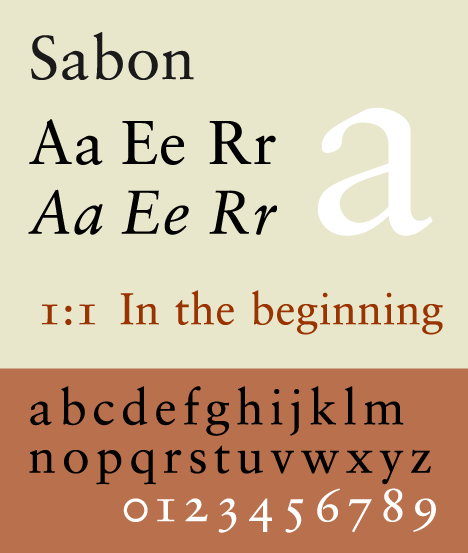
«Сабон» (1967)

В 1926—1929 гг. Чихольд разрабатывал «универсальный алфавит», который должен был очистить немецкий язык от некоторых буквенных сочетаний (используемых для обозначения одного звука). Так, например, он придумал совершенно новые знаки, которые должны были заменить сочетания «ch» (ꜧ, русское «х») и sch (ſ, русское «ш»). Он предлагал постепенно изменять правописание, заменяя «eu» на «oi», «w» на «v», «z» на «ts». Длинные гласные должны были обозначаться макроном, расположенным под буквой, в то время как традиционный немецкий умлаут по-прежнему оставался над ней. Алфавит был представлен одним рубленым шрифтом из одних строчных букв.
Ян Чихольд спроектировал следующие шрифты:
- Transit (1931)
- Saskia (1931/1932)
- Zeus (1931)
- Uhertype Grotesk (1933—1936)
- Sabon (1966/1967; назван в честь Жака Сабона)

Антиквенный шрифт «Сабон» (Sabon), нарисованный по мотивам французских шрифтов XVI века, был спроектирован так, чтобы подходить как для монотипа, так и для линотипа. Одной из первых книг, набранных «Сабоном», стала Библия Уэшбернского колледжа (дизайнер Брэдбери Томпсон). Впоследствии компания «Линотайп» выпустила интерпретацию «Сабона» под названием «Sabon Next».

### На немецком языке
- Die neue Typographie. Ein Handbuch für zeitgemäß Schaffende, Verlag des Bildungsverbandes der Deutschen Buchdrucker, Berlin 1928.
- Typografische Entwurfstechnik, Stuttgart: Akademischer Verlag Dr Fritz Wedekind & Co., 1932.
- Typografische Gestaltung, Benno Schwabe & Co., Basel 1935.
- Ausgewählte Aufsätze über Fragen der Gestalt des Buches und der Typographie, 1948.
- Schatzkammer der Schreibkunst, Basel, 2. Aufl. 1949.
- Meisterbuch der Schrift. Ein Lehrbuch mit vorbildlichen Schriften aus Vergangenheit und Gegenwart für Schriftenmaler, Graphiker, Bildhauer, Graveure, Lithographen, Verlagshersteller, Buchdrucker, Architekten und Kunstschulen, Ravensburg, 1952, 2. Aufl. 1965.
- Geschichte der Schrift in Bildern, Hamburg, 4. Aufl. 1961.
- De proporties van het boek (Die Proportionen des Buches), Amsterdam, 1991.
- Schriften: 1925—1974 Band 1/2. Berlin, 1992.

### На русском языке
- Облик книги: избранные статьи о книжном оформлении. М.: Книга, 1980.
  - Облик книги: избранные статьи о книжном оформлении. М.: ИЗДАЛ, 2008; 2009.
- Новая типографика: руководство для современного дизайнера. М.: ИЗДАЛ, 2011; 2016; 2018.
- Образцы шрифтов. М.: ИЗДАЛ, 2012.